# Đạo Trù
Đạo Trù là một xã thuộc huyện Tam Đảo, tỉnh Vĩnh Phúc, Việt Nam.
Xã Đạo Trù có diện tích 74,51 km², dân số năm 2019 là 15.394 người, mật độ dân số đạt 208 người/km².

## Hành chính
Xã Đạo Trù được chia thành 6 thôn: Đồng Quạ, Tân Tiến, Phân Lân Hạ, Phân Lân Thượng, Gò, Đạo Trù Hạ.